# Alfred B. Fitt
Alfred Bradley Fitt (* 12. April 1923 in Highland Park; † 7. Juli 1992 in Washington, D.C.) war ein US-amerikanischer Rechtsanwalt. Er war von 1964 bis 1967 General Counsel of the Army, von 1967 bis 1969 im Stab des Verteidigungsministerium der Vereinigten Staaten als stellvertretender Verteidigungsminister für Personal- und Reserveangelegenheiten und von 1975 bis 1992 als General Counsel des Congressional Budget Office.

## Herkunft und Ausbildung
Alfred B. Fitt wurde am 12. April 1923 in Highland Park im Lake County im US-Bundesstaat Illinois geboren. Er wurde an der Yale University ausgebildet und erhielt 1946 einen BA. Anschließend besuchte er die University of Michigan Law School und erhielt 1948 einen Bachelor of Laws und anschließend seine Anwaltszulassung.

## Karriere
1948 wurde Fitt Mitarbeiter in der Anwaltskanzlei Lewis & Watkins in Detroit und 1952 Partner dieser Kanzlei. 1954 verließ er Lewis & Watkins, um Rechtsberater von G. Mennen Williams, dem Gouverneur des Bundesstaates Michigan zu werden. 1960 wechselte er nach Washington, D.C., um Associate Counsel des Justizunterausschusses des US-Senats für Verwaltungsaufsicht und Gerichte zu werden. 1961 wurde er Chefanwalt des Sonderausschusses für Federal-Aviation-Administration-Verfahren.
Später im Jahr 1961 trat Fitt in das United States Department of the Army ein als stellvertretender Sekretär der Armee (Manpower and Reserve Affairs). Von 1963 bis 1964 war er Assistant Secretary des Verteidigungsministers für Bürgerrechte. Von 1964 bis 1967 war er General Counsel der Armee. Vom 9. Oktober 1967 bis zum 20. Februar 1969 war er Assistant Secretary für Personal- und Reserveangelegenheiten.
Fitt beendete den Regierungsdienst 1969, um von dem Yale-Präsidenten Kingman Brewster Jr. Sonderassistent für Gemeinschafts- und Alumni-Angelegenheiten zu werden.
1975 verließ Fitt Yale, um General Counsel des Congressional Budget Office zu werden, eine Position, die er bis zu seinem Tode 1992 innehatte. Er starb im Alter von 69 Jahren – laut Angaben der Familie – an Krebs.

## Privates
Fitt war zweimal verheiratet. Über seine zweite Ehe ab 1978 mit Lois Dickson Rice (1933–2017), die zuvor mit Emmett J. Rice verheiratet war, wurde Fitt der Stiefvater von der späteren US-amerikanischen Regierungsbeamtin Susan E. Rice.